# Bixter

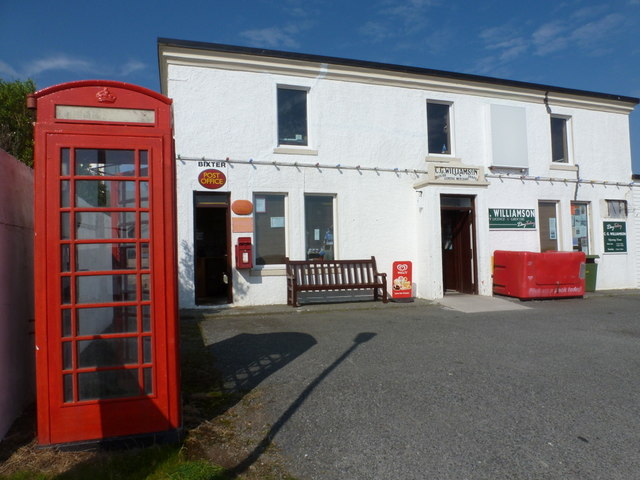
Laden und Post in Bixter

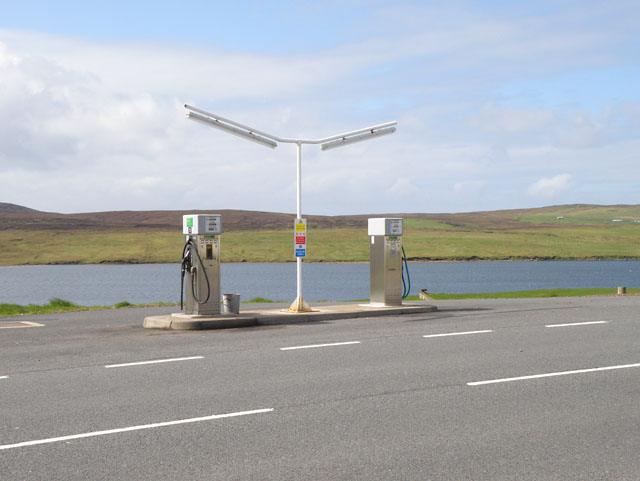
Tankstelle in Bixter

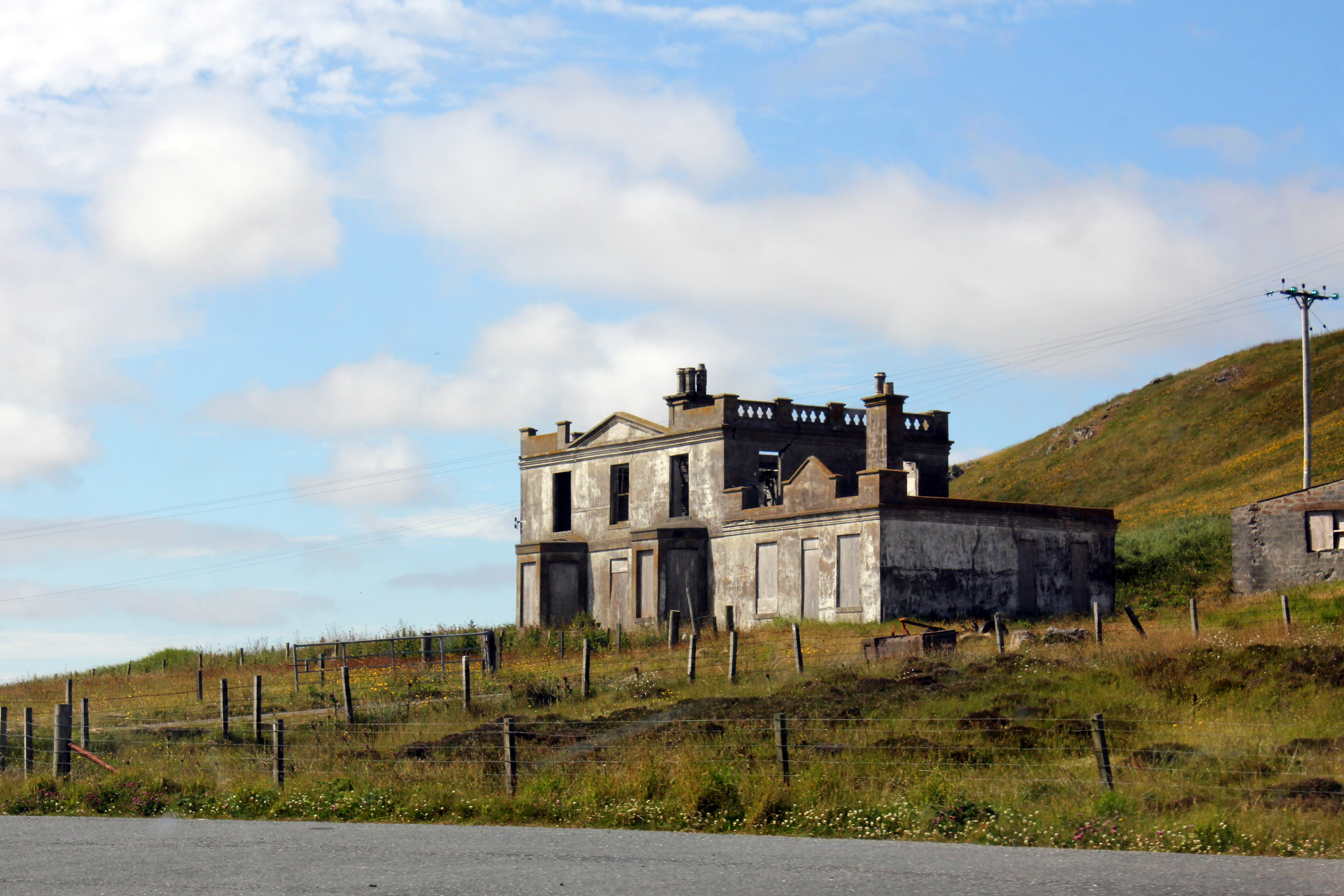
Die Park Hall in Bixter

Bixter ist eine Ortschaft, die im Südwesten der zu Schottland zählenden Shetlands liegt.

## Geographie
Das kleine Bixter liegt im Westen von Mainland am nördlichen Ufer der Bixter Voe. Südöstlich von Bixter ragt die kleine Halbinsel Ness of Bixter in das Gewässer, sie weist eine Höhe von 58 Metern auf. Ortschaften in der Nähe sind Effirth im Westen und Twatt im Norden.

## Historisches
Im Rahmen der historischen Gliederung Schottlands in Civil Parishes zählt Bixter zu Sandsting. Die verlassene Park Hall westlich des Ortes ist 1997 als Listed Building der Kategorie C eingestuft worden.

## Verkehr
Bixter liegt an der A971. Im Ort zweigt von ihr B9071 ab, die über Voe nach Vidlin führt.